# بهرام (مقاطعة دورة)
بهرام (بالفارسية: بهرام) هي قرية تقع في قسم كشكان الريفي (مقاطعة دورة) في إيران. يقدر عدد سكانها بـ 60 نسمة .